# Косево (Вармінсько-Мазурське воєводство)
Косево (пол. Kosewo, нім. Kossewen; 1938-45: Rechenberg) — село в Польщі, у гміні Мронгово Мронґовського повіту Вармінсько-Мазурського воєводства.
Населення — 406 осіб (2011).

## Демографія
Демографічна структура станом на 31 березня 2011 року:
|          | Загалом | Допрацездатний вік | Працездатний вік | Постпрацездатний вік |
| -------- | ------- | ------------------ | ---------------- | -------------------- |
| Чоловіки | 202     | 41                 | 138              | 23                   |
| Жінки    | 204     | 50                 | 117              | 37                   |
| Разом    | 406     | 91                 | 255              | 60                   |